# Arrossar

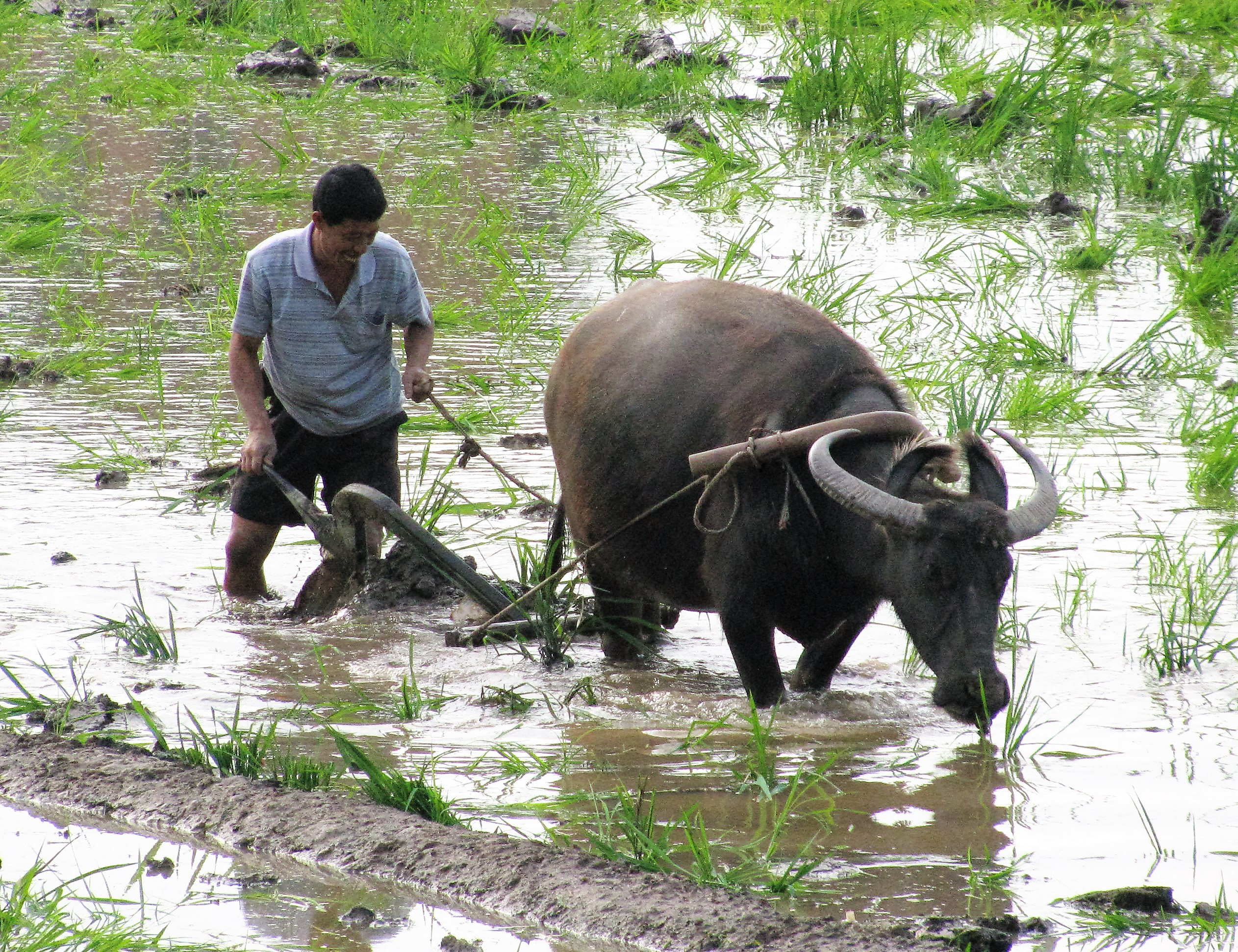
Llaurant un arrossar a la Xina amb un búfal d'aigua asiàtic

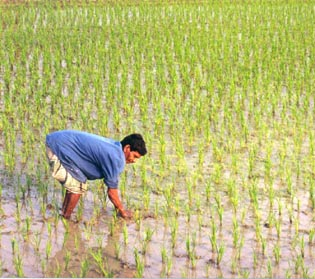
Plantant arròs de forma tradicional a Bangladesh

Els arrossars són el terreny on es realitza la ricicultura, és a dir, el cultiu de l'arròs que, de fet, comporta una forma de vida organitzada al seu voltant, que constitueix tota una cultura o civilització. La forma habitual de dur-lo a terme és mitjançant terres llaurades inundades; doncs, encara que l'arròs es pot produir també en camps de terra seca, des principis del segle xx, pràcticament no s'usa aquest tipus de tècnica.
El búfal asiàtic domèstic és l'únic animal adaptat per a la vida en aiguamolls, així que són freqüentment utilitzats en els arrossars, principalment, en llogarets asiàtics on no s'ha pogut o no s'ha volgut fer arribar la mecanització del procés.
Els arrossars se solen construir a prop de recursos naturals com rius, pantans o, com molts casos en els països de l'est i el sud-est asiàtic, en vessants escarpats, requerint aquestes últims molt més treball manual i materials per a la construcció.
Les plantacions requereixen quantitats abundants d'aigua per a la irrigació, proporcionant així l'aigua essencial per al creixement de la collita. D'altra banda, el líquid també proporciona un ambient favorable, descoratjant el creixement de moltes espècies de males herbes.
Hi ha una tendència a confondre cultiu d'arròs amb cultiu en terrassa, però d'una banda el cultiu de l'arròs no es fa necessàriament en terrasses, i d'altra banda en bancals, es poden fer altres conreus com ara, vinyes, horts, etc. El terme s'aplica a una gran varietat de configuracions. Els tipus d'arrossars es diferencien en la manera de gestionar l'aigua, la seva profunditat, altitud i mètodes de conreu.

## Història

Mapa de la Xina neolítica (8500 a 1500 aC)

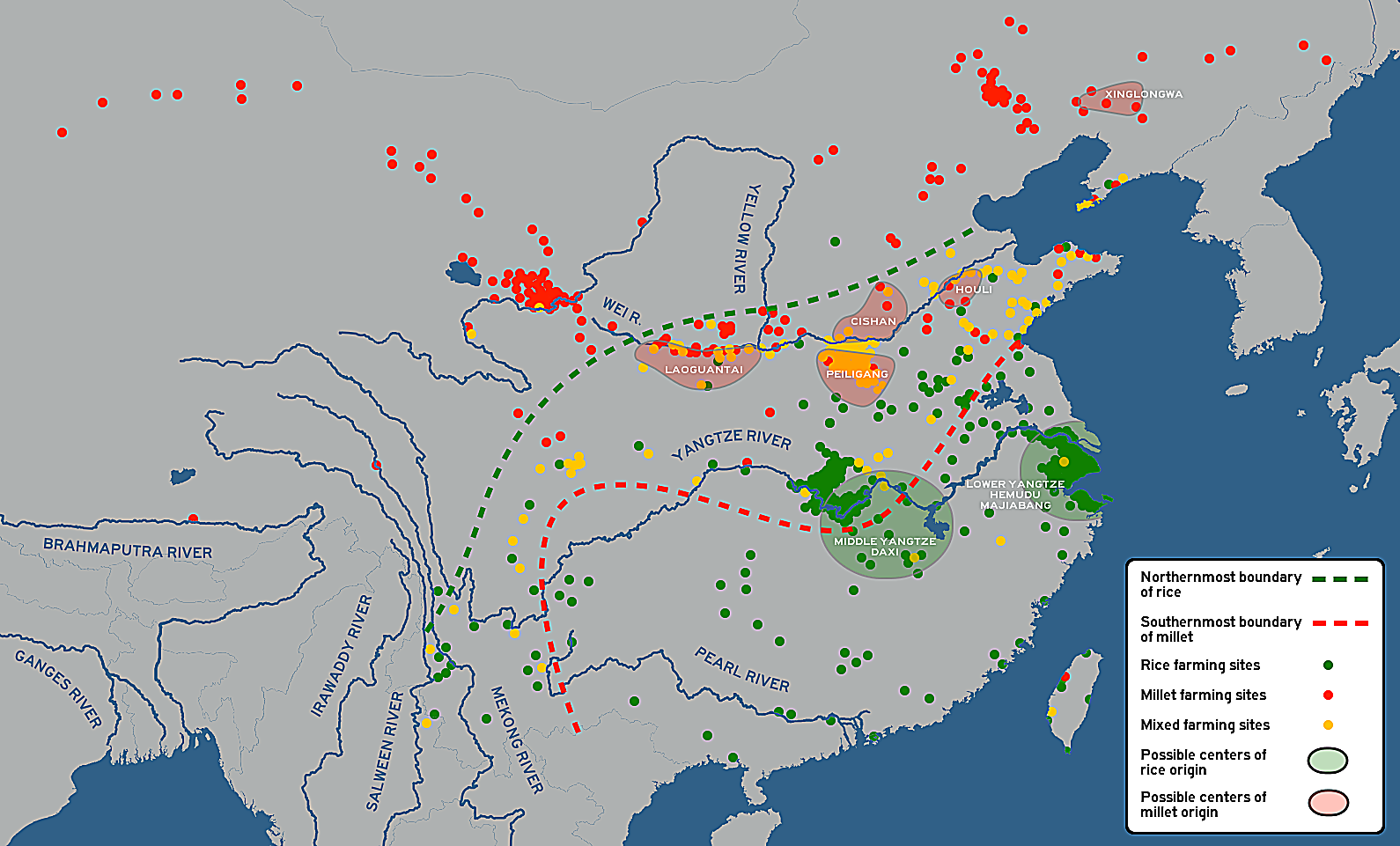
Distribució espacial d'arròs, mill i llocs de cultiu mixt a la Xina neolítica (He et al., 2017)

Els arqueòlegs accepten generalment que la cultiu en aiguamolls es va originar a la Xina, encara que a data d'avui, els arrossars més antics es troben a Corea Hi ha evidències arqueològiques que l'arròs sense pelar va ser emmagatzemat per als militars i per a l'enterrament dels difunts a partir del Neolític durant la dinastia Han a la Xina.
El primer arrossar trobat data del 4330 aC, basat en la datació amb carboni de grans d'arròs i matèria orgànica del sòl trobats al jaciment de Chaodun a Kunshan. A Caoxieshan, un jaciment de la cultura neolítica Majiabang, els arqueòlegs van excavar arrossars. Alguns arqueòlegs afirmen que Caoxieshan pot datar del 4000 al 3000 aC. Hi ha proves arqueològiques que l'arròs sense pelar s'emmagatzemava per a l'exèrcit i per a l'enterrament amb els difunts des del Neolític fins a la dinastia Han a la Xina.
A finals del Neolític (3500 a 2500 aC), la població dels centres de cultiu d'arròs havia augmentat ràpidament, centrada al voltant de les cultures Qujialing - Shijiahe i Liangzhu. També hi havia evidències de cultiu intensiu d'arròs als arrossars, així com de cultius materials cada cop més sofisticats en aquestes dues regions. El nombre d'assentaments entre les cultures del Yangtze i les seves dimensions va augmentar, fet que va portar alguns arqueòlegs a caracteritzar-los com a estats veritables, amb estructures sociopolítiques clarament avançades. Tanmateix, es desconeix si tenien un control centralitzat.
Al Neolític terminal (2500 a 2000 aC), Shijiahe es va reduir de mida i Liangzhu va desaparèixer del tot. Es creu en gran part que això és el resultat de l'expansió cap al sud de la primera cultura sino-tibetana Longshan. Les fortificacions com les muralles (així com els extensos fossats a les ciutats de Liangzhu) són característiques comunes als assentaments durant aquest període, cosa que indica un conflicte generalitzat. Aquest període també coincideix amb el moviment cap al sud de les cultures de cultiu d'arròs cap a les regions de Lingnan i Fujian, així com les migracions cap al sud dels pobles de parla austronesia, kra-dai i austroasiàtica cap al sud-est asiàtic continental i el sud-est asiàtic insular.

## Cultiu

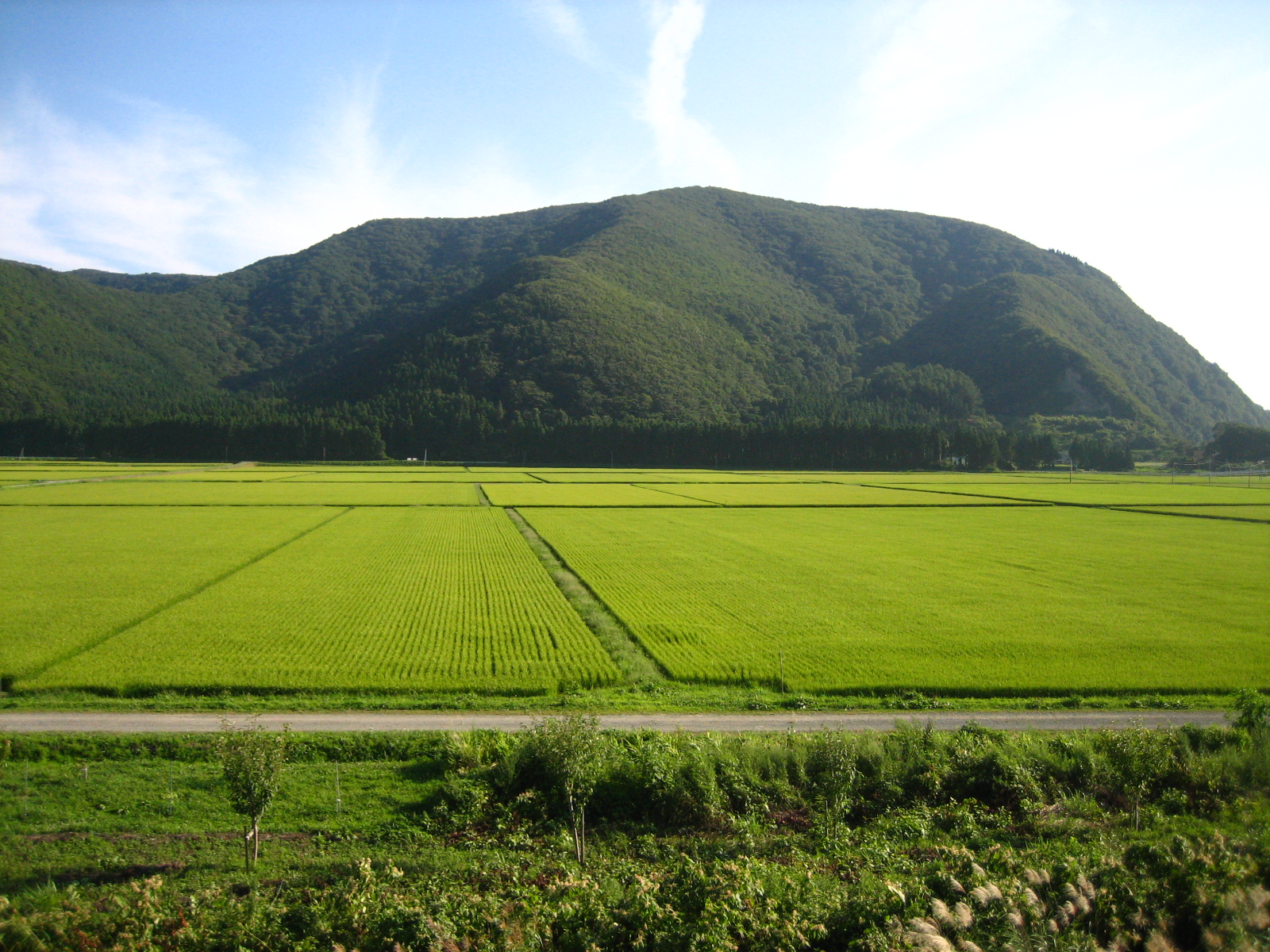
Arrossars prop d'Inawashiro, Japó

### En terra seca
Aquest tipus de cultura va existir, almenys, en els primers temps del cultiu de l'arròs, especialment a la Xina cap al 7000-5000 aC a Corea durant el període de ceràmica clàssica de Mumun (c. 850 aC) i a Kyūshū, al començament del període Yayoi.
Tot i així, les plantacions requerien quantitats abundants d'aigua per a la irrigació, proporcionant així l'aigua essencial per al creixement de la collita. D'altra banda, el líquid també proporciona un ambient favorable, desafavorint el creixement de moltes espècies de males herbes.

### Camp d'arròs inundat

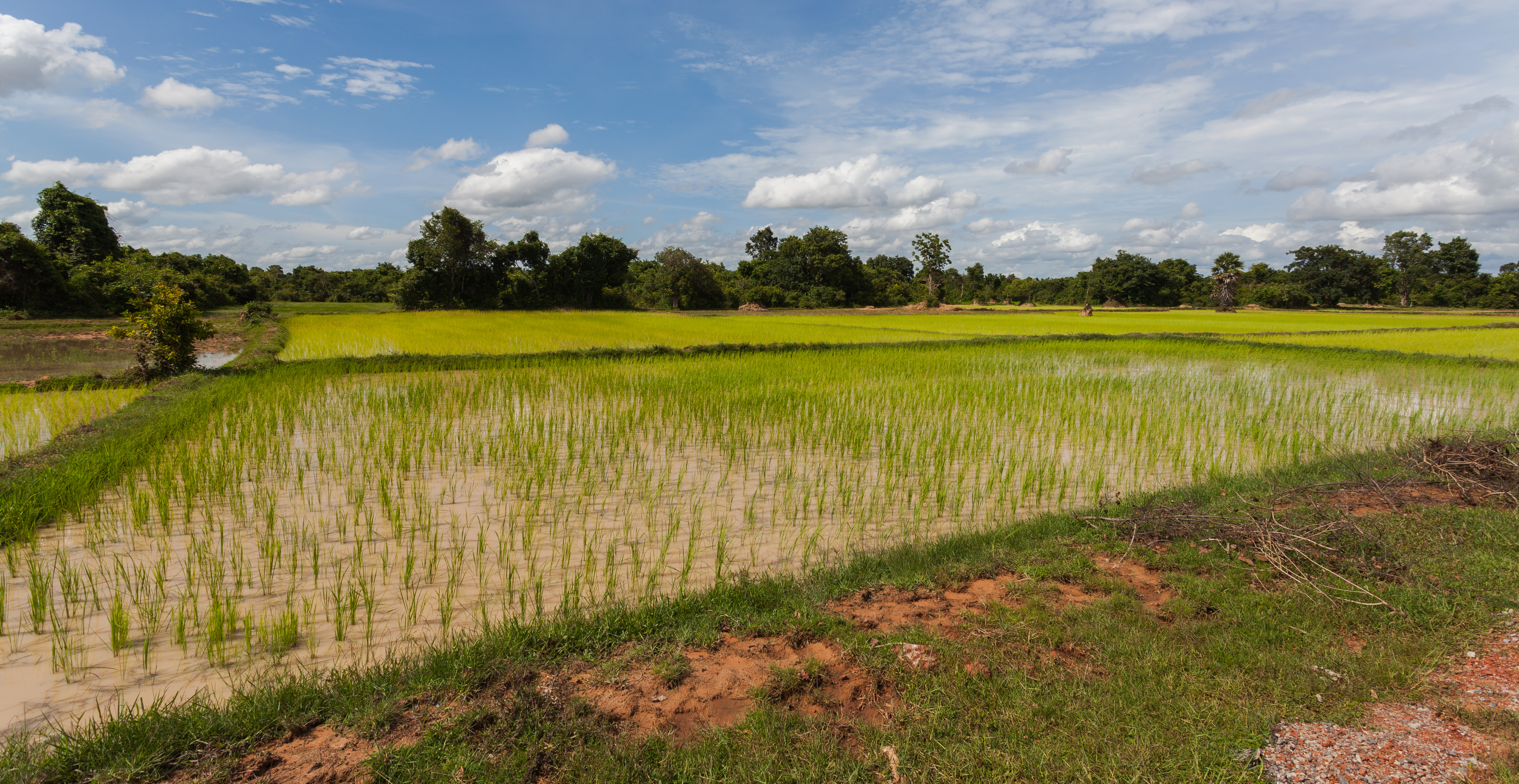
Arrossar a Angkor, Cambodja

Conreat en terrenys trepitjats en camps envoltats de lligams, l'alçada de l'aigua pot variar entre 0-25 cm (aigües poc profundes) fins a 25-50 cm (profunditat mitjana), aquesta alçada d'aigua es justifica pel consum d'aigua molt elevat d'aquest cultiu: calen 4000 litres d'aigua per produir un quilo d'arròs. L'aigua prové de la pluja o de l'escorrentia d'un estany. El cultiu d'arròs inundat n'ocupa 17 % de la producció mundial d'arròs.
Segons el seu substrat (tipus de sòl/sediment més o menys ric en bacteris anaeròbics), segons el seu mètode de cultiu (amb o sense rotació amb altres plantes) i segons el seu mètode de gestió (durada de la inundació, aportacions de nitrogen) i la seva ubicació, un camp d'arròs pot ser més o menys font de gasos d'efecte hivernacle (CO2 i sobretot metà, o fins i tot òxid nitrós). Un camp d'arròs generalment emet menys N
2O si està permanentment inundat, però després emet molt més CH
4
Aquest tipus de cultiu és molt freqüent en dimensions colossals als països asiàtics, definint el paisatge agrari característic de l'Àsia monzònica (agricultura irrigada monzònica), on és pràcticament un monocultiu que ha arribat a produir problemes econòmics (per l'excessiva dependència de les collites i les cotitzacions del mercat internacional) i problemes alimentaris (fams esporàdiques i, específicament, l'avitaminosi anomenada Beri-beri). També existeix en altres zones de clima més temperat, com l'agricultura tradicional del Japó, que a diferència de l'anterior, és de regadiu; actualment en reculada, però protegida per l'estat per mantenir el medi ambient i la forma de vida tradicional que es considera fonamental per a la seva cultura (formada des del Segle III aC — Yayoi — i conformada d'una forma molt estable en el temps en la reforma Taika —sistema jori: lots quadrangulars dividits en parcel·les diminutes—).

## Localització
Els arrossars es poden trobar en molts països de l'est i el sud-est asiàtic com Malàisia, Xina, Cambodja, Tailàndia, Corea, Japó, Vietnam, Taiwan, Indonèsia, Índia, Sri Lanka i Filipines (Terrasses d'arròs de les serralades filipines), en conreus creats per la mà de l'home, encara que, en alguns casos aïllats, es poden formar de manera natural a prop de rius o aiguamolls.
Tanmateix, també estan presents a altres zones de clima tropical (Àfrica o Amèrica) i, amb una extensió més reduïda, a zones de clima temperat; Així es poden trobar en certes regions d'Europa, associant-se al regadiu, com és el cas de la Camarga (França), del Piemont (Itàlia), o de la península ibèrica, on hi ha zones d'arrossar al Baix Guadalquivir, l'Albufera de València i el delta de l'Ebre, tots aiguamolls ecològicament molt sensibles a l'ús de maquinària agrícola i productes fitosanitaris, cosa que ha suscitat intents de protecció i l'estímul estatal a l'agricultura ecològica.

## Ecologia
Els arrossars se solen construir a prop de recursos naturals com rius, pantans o, amb menor freqüència, en vessants escarpats, requerint aquestes últimes molt més treball manual i materials per a la construcció. El cultiu d'arròs té conseqüències per al medi ambient adverses per les grans quantitats de metà que generen.
De fet, els arrossars són una font important de metà atmosfèric, ja que s'estima que aporten entre 50 i 100 milions de tones de gas a l'any. Els estudis han demostrat que això es pot reduir significativament alhora que augmenta el rendiment dels cultius drenant els arrossars per permetre que el sòl s'airegi per interrompre la producció de metà. Els estudis també han demostrat la variabilitat en l'avaluació de l'emissió de metà utilitzant factors locals, regionals i globals i demanant una millor inventariació basada en dades a nivell micro.

## Galeria

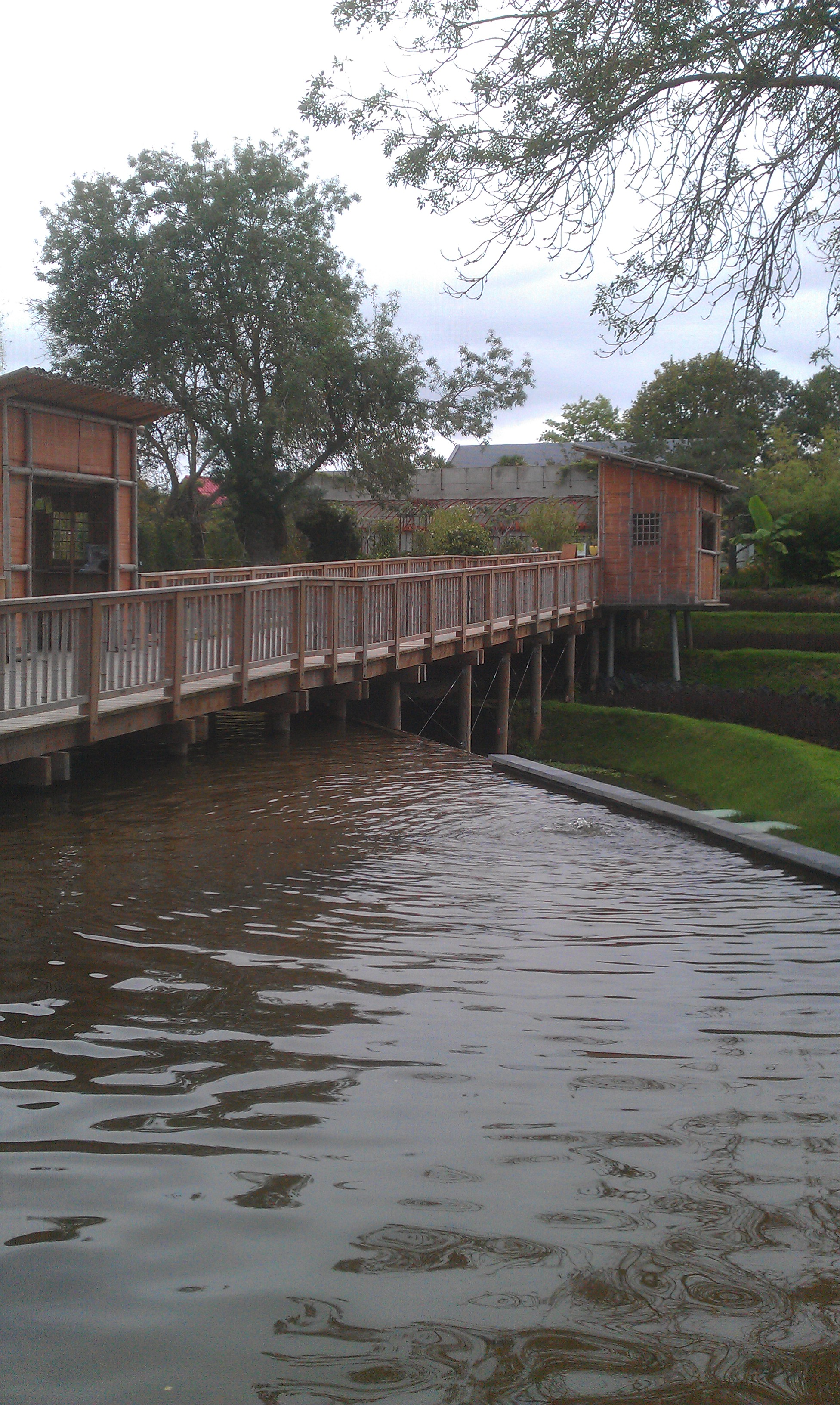
Reproducció d'un arrossar al parc Terra Botanica d'Angers.
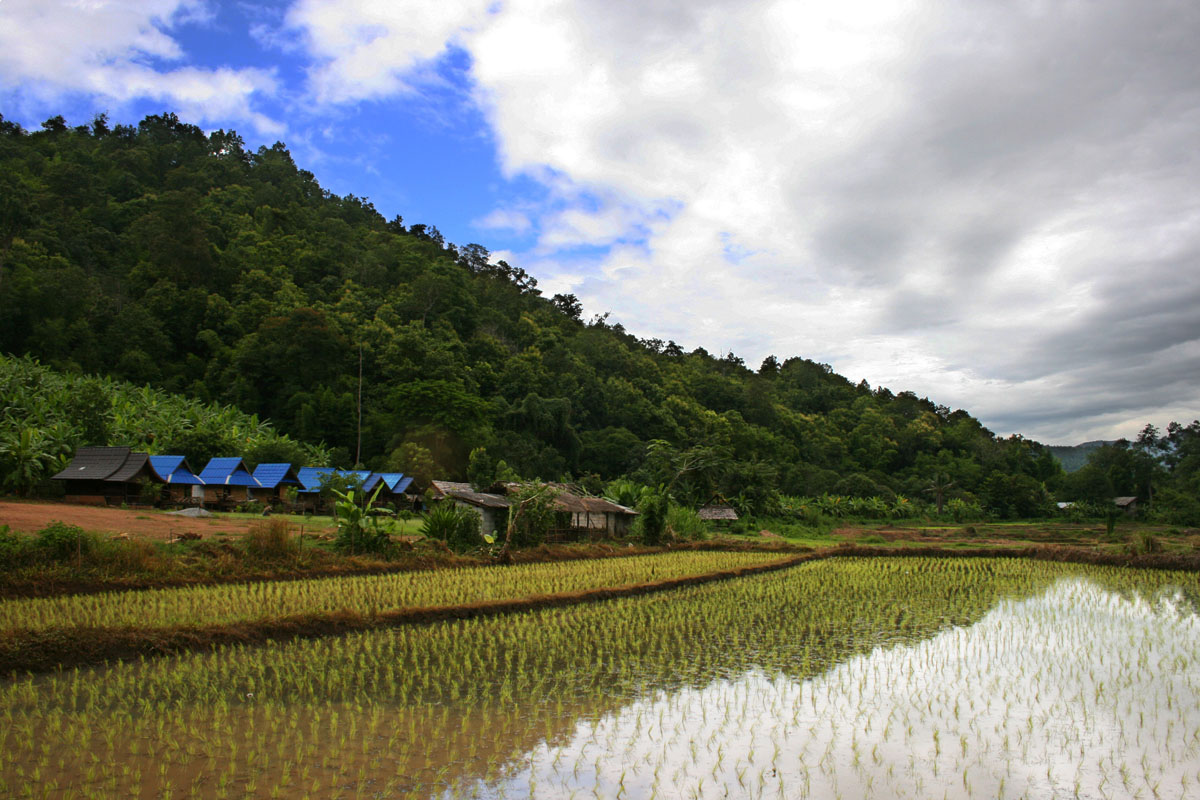
Camp d'arròs al peu d'una muntanya a Tailàndia.
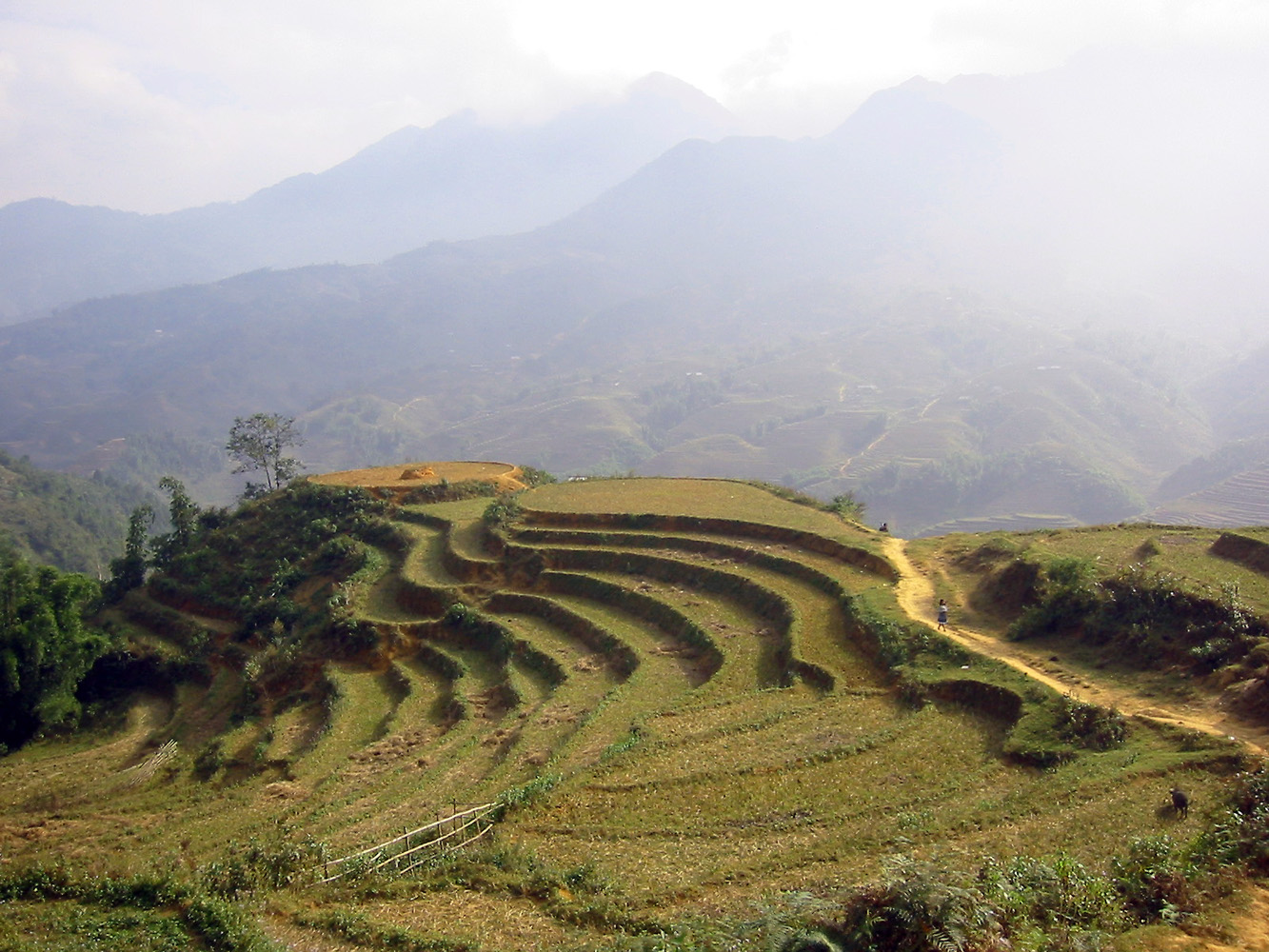
Camp d'arròs en forma d'escala, típic del cultiu en terrassa, al Vietnam.
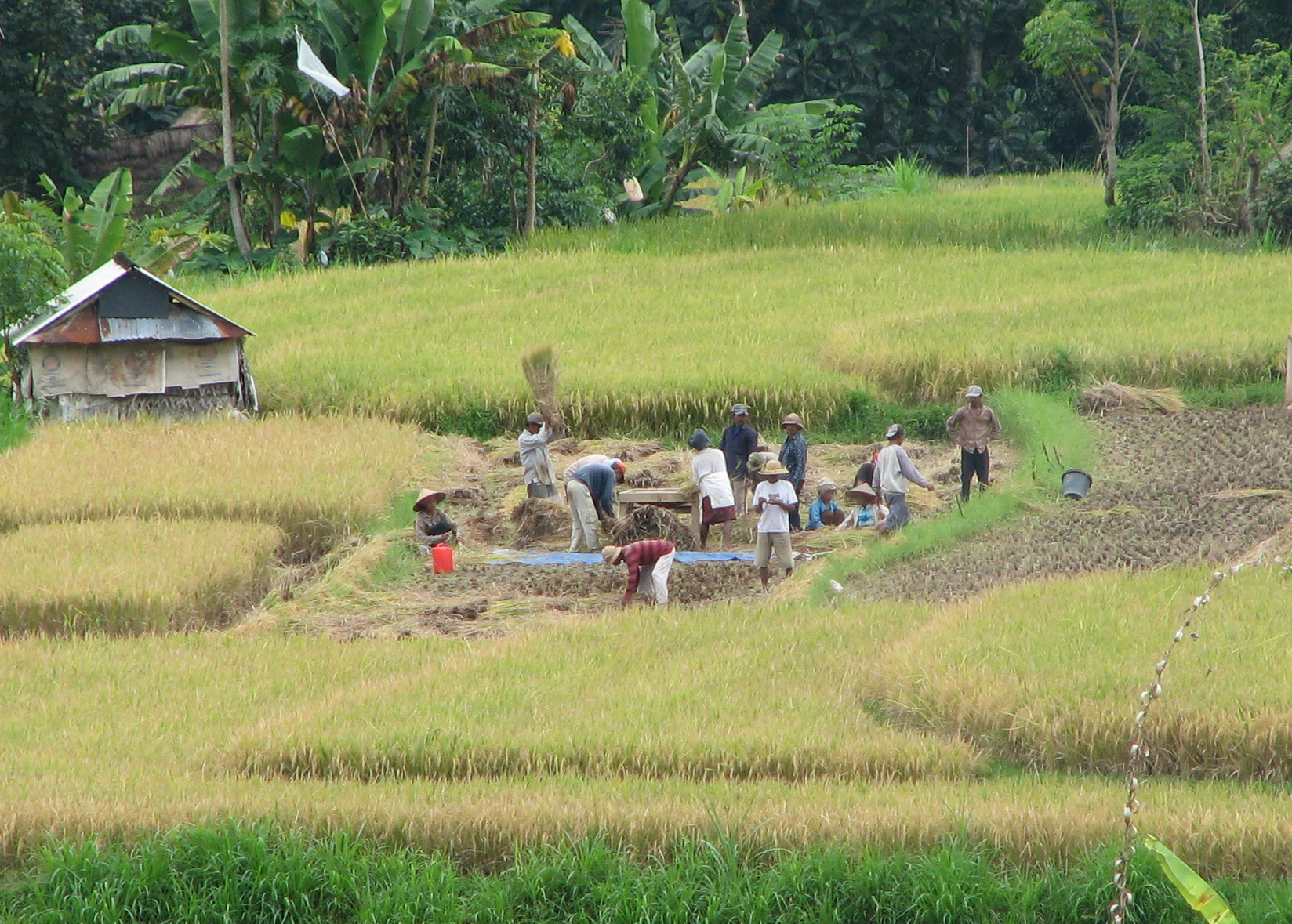
Trillant l'arròs a l'illa de Bali.
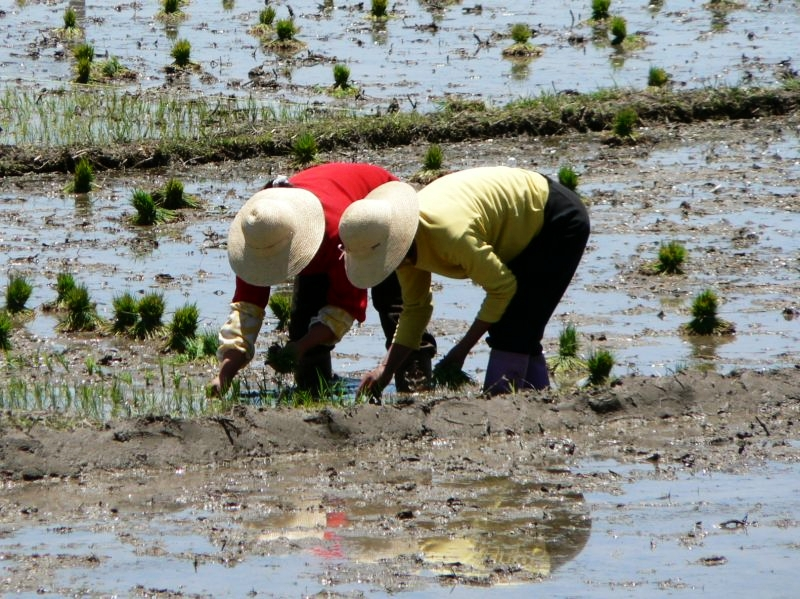
Camperoles de Yunnan trasplantant arròs a 2000 m d'altitud.
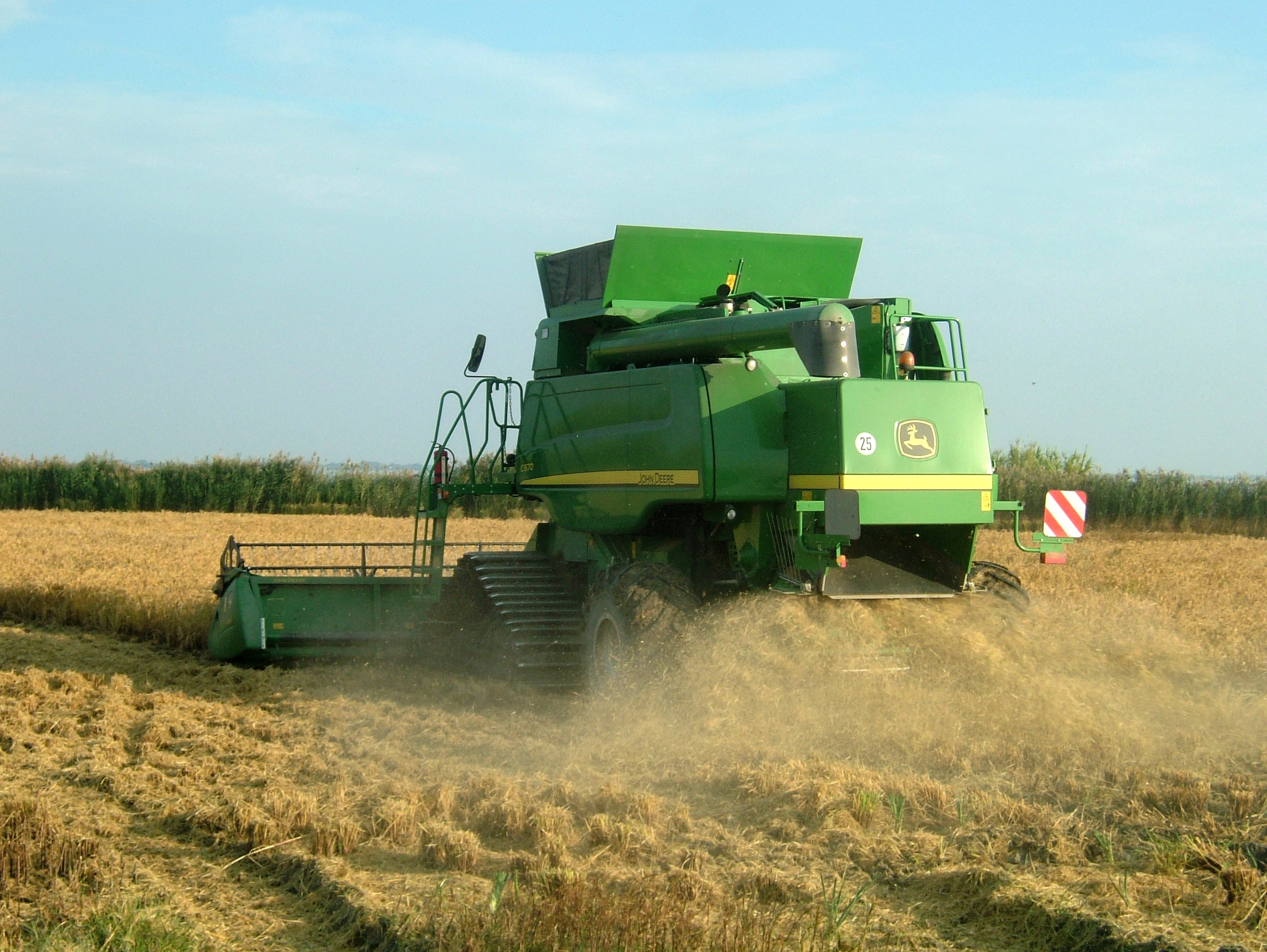
Collint arròs a la Camarga.
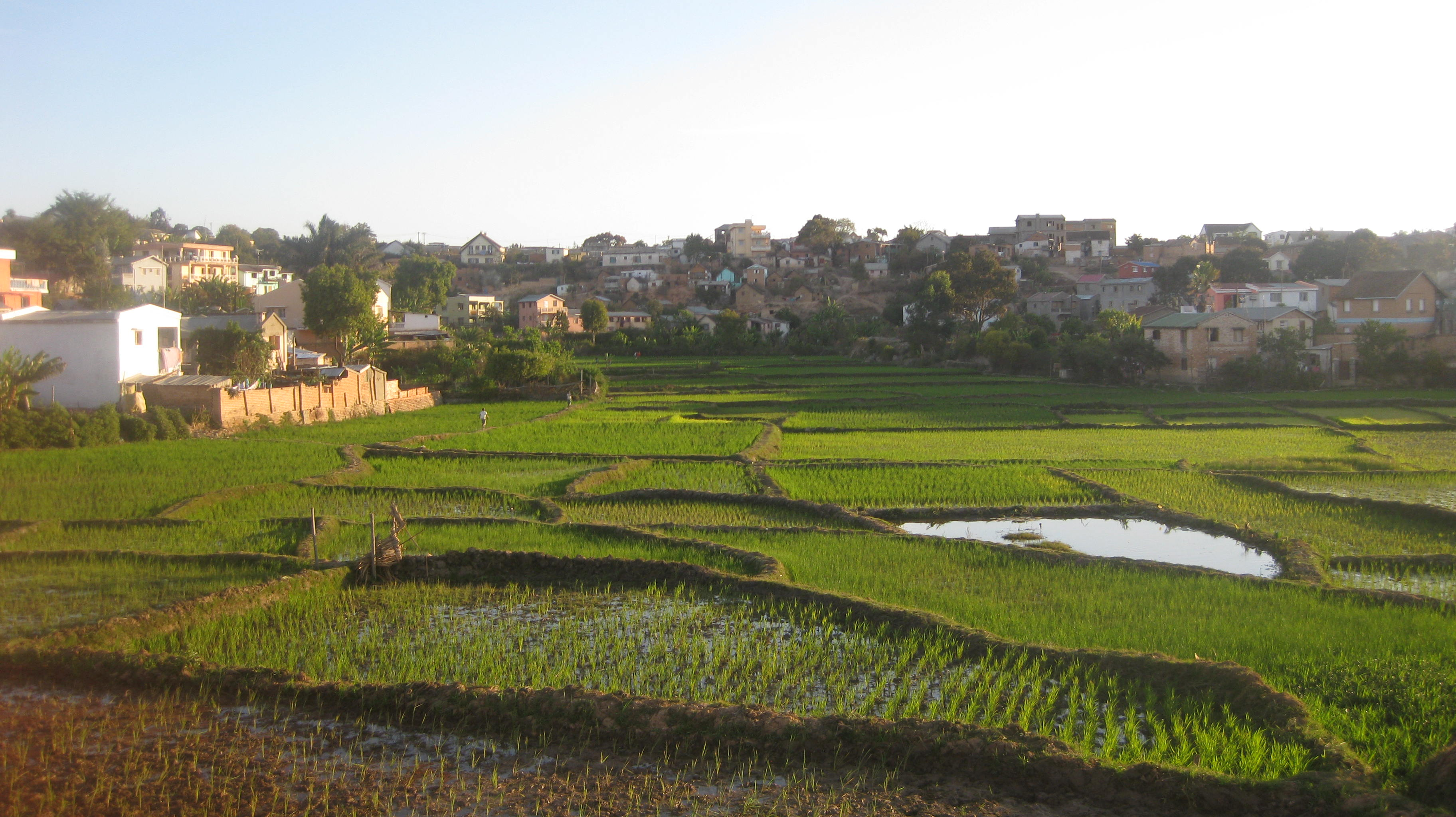
Camp d'arròs en un entorn urbà a Antananarivo.